# Federico Martín de la Escalera
Federico Martín de la Escalera (Oviedo, 13 de abril de 1879 - Madrid, 3 de febrero de 1959) fue un ingeniero militar y geógrafo español. Fue autor de diversos edificios e instalaciones.

## Biografía
Llegó a cursar estudios en la Escuela de Ingenieros de Caminos Canales y Puertos de Madrid, ingresando con posterioridad en la Academia de Infantería de Toledo el 3 de septiembre de 1898. Tras terminar los estudios reglamentarios, fue destinado al Regimiento Andalucía n.º 52 con guarnición en Santoña. Entre 1900 y 1905 estudió en la Academia de Ingenieros de Guadalajara, licenciándose como ingeniero militar. Su carrera se desarrolló a caballo entre la península ibérica y el norte de África, pasando por numerosos destinos. Así mismo, fue autor de diversos edificios e instalaciones.
En calidad de ingeniero militar tomó parte en la guerra del Rif, construyendo fortificaciones («blocaos») e interviniendo en combate. Durante la Guerra Civil, estando en situación de reserva, Martín de la Escalera se hizo cargo del mando de la sección de Automovilismo de Retaguardia en Ceuta y de la jefatura de Parques y Talleres, pasando a la situación de retirado en diciembre de 1939.